# بخش انه دی‌هینو
بخش انه دی‌هینو (به لاتین: Anse d'Hainault Arrondissement) یک منطقهٔ مسکونی در هائیتی است که در شهرستان گرندآنسه واقع شده‌است. بخش انه دی‌هینو ۳۲۶٫۵۲ کیلومتر مربع مساحت و ۹۸٬۵۲۲ نفر جمعیت دارد.